# 第67次長期滞在

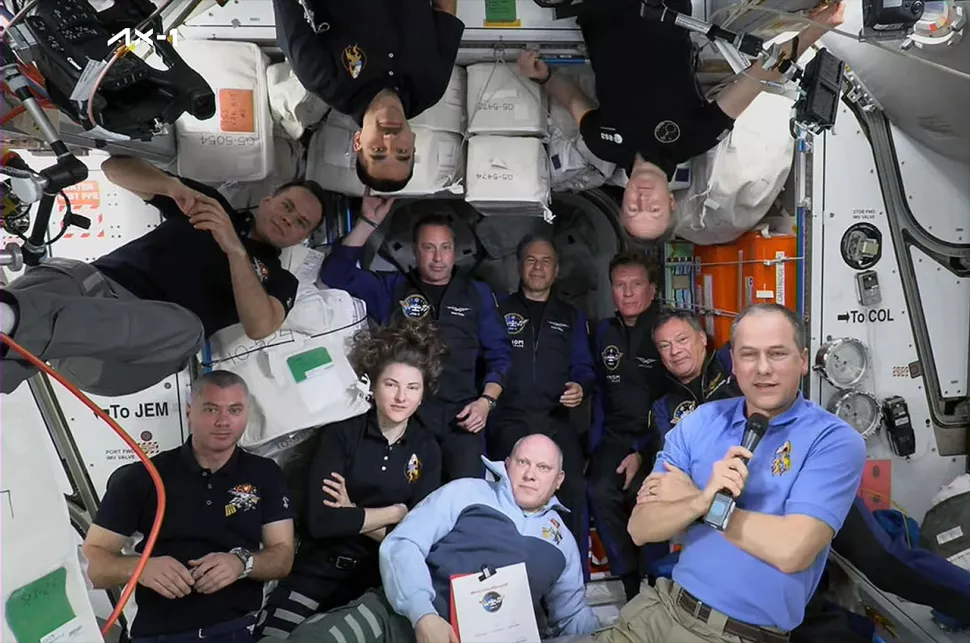
長期滞在ではないアクシアム ミッション1のクルー（中央列右の4人）と第67次長期滞在のクルー

第67次長期滞在は67回目の国際宇宙ステーションへの長期滞在。この長期滞在は2022年3月30日のソユーズMS-19の出発とともに開始され、NASAのトーマス・マーシュバーン宇宙飛行士がISSの船長を引き継いだ。当初、この長期滞在では2022年3月18日にソユーズMS-21で打ち上げられたロスコスモスの宇宙飛行士オレッグ・アルテミエフ、デニス・マトベエフ、セルゲイ・コルサコフとともに、マーシュバーンとスペースX Crew-3のクルーであるラジャ・チャリ、マティアス・マウラー、ケイラ・バロンが第66次長期滞在から移行したメンバーで始まった。しかしながら、2022年のロシアのウクライナ侵攻とそれに関連するロシアへの制裁の影響で継続的な国際協力が疑問視されている 。
第67次長期滞在の期間中に宇宙ステーションには、2022年4月9日に3人の宇宙旅行者が元NASAの宇宙飛行士マイケル・ロペス＝アレグリアとともに参加した宇宙観光ミッションであるアクシオム ミッション1のクルーが訪れている。この4人は2022年4月25日にISSから出発した。
Crew-3は4月下旬にステーションを離れ、NASAのチェル・リンドグレン、ロバート・ハインズ、ジェシカ・ワトキンス各飛行士およびESAのサマンサ・クリストフォレッティ飛行士をステーションへと運ぶスペースX Crew-4と交代する予定だったが、Crew-3のステーション離脱は2022年5月5日まで遅延した
帰還の前にステーションの指揮権はマーシュバーンからオレッグ・アルテミエフに引き継がれた。

## クルー
| フライト         | 飛行士                                               | 第1期 （2022年3月30日 - 4月27日） | 第2期 （2022年4月27日 - 5月5日） | 第3期 （2022年5月5日 - 9月21日） | 第4期 （2022年9月21日 - 29日） |
| ---------------- | ---------------------------------------------------- | --------------------------------- | -------------------------------- | -------------------------------- | ------------------------------ |
| ソユーズMS-21    | オレッグ・アルテミエフ、ロスコスモス 3回目           | フライトエンジニア                | フライトエンジニア               | 船長                             | 船長                           |
| ソユーズMS-21    | デニス・マトベエフ、ロスコスモス 1回目               | フライトエンジニア                | フライトエンジニア               | フライトエンジニア               | フライトエンジニア             |
| ソユーズMS-21    | セルゲイ・コルサコフ、ロスコスモス 1回目の宇宙飛行   | フライトエンジニア                | フライトエンジニア               | フライトエンジニア               | フライトエンジニア             |
| スペースX Crew-3 | トーマス・マーシュバーン、NASA 3回目の宇宙飛行       | 船長                              | 船長                             | 帰還後                           | 帰還後                         |
| スペースX Crew-3 | ラジャ・チャリ、NASA 1回目の宇宙飛行                 | フライトエンジニア                | フライトエンジニア               | 帰還後                           | 帰還後                         |
| スペースX Crew-3 | ケイラ・バロン、NASA 1回目の宇宙飛行                 | フライトエンジニア                | フライトエンジニア               | 帰還後                           | 帰還後                         |
| スペースX Crew-3 | マティアス・マウラー、ESA 1回目位の宇宙飛行          | フライトエンジニア                | フライトエンジニア               | 帰還後                           | 帰還後                         |
| スペースX Crew-4 | チェル・リンドグレン、NASA 2回目のの宇宙飛行         | 搭乗前                            | フライトエンジニア               | フライトエンジニア               | フライトエンジニア             |
| スペースX Crew-4 | ロバート・ハインズ、NASA 1回目の宇宙飛行             | 搭乗前                            | フライトエンジニア               | フライトエンジニア               | フライトエンジニア             |
| スペースX Crew-4 | サマンサ・クリストフォレッティ、ESA 2回目の宇宙飛行  | 搭乗前                            | フライトエンジニア               | フライトエンジニア               | フライトエンジニア             |
| スペースX Crew-4 | ジェシカ・ワトキンス、NASA 1回目の宇宙飛行           | 搭乗前                            | フライトエンジニア               | フライトエンジニア               | フライトエンジニア             |
| ソユーズMS-22    | セルゲイ・プロコピエフ、ロスコスモス 2回目の宇宙飛行 | 搭乗前                            | 搭乗前                           | 搭乗前                           | フライトエンジニア             |
| ソユーズMS-22    | ドミトリー・ペテリン、ロスコスモス 1回目の宇宙飛行   | 搭乗前                            | 搭乗前                           | 搭乗前                           | フライトエンジニア             |
| ソユーズMS-22    | フランシスコ・ルビオ 1回目の宇宙飛行                 | 搭乗前                            | 搭乗前                           | 搭乗前                           | フライトエンジニア             |